# George Blanda
George Frederick Blanda (Youngwood, 17 settembre 1927 – Alameda, 27 settembre 2010) è stato un giocatore di football americano statunitense, inserito nella Pro Football Hall of Fame nel 1981.

## Carriera
George Blanda iniziò la sua carriera ad alto livello alla University of Kentucky, dove giocò come quarterback, prima come riserva e poi come titolare nelle ultime due stagioni.
Scelto nel Draft NFL 1949 al 12º giro dai Chicago Bears, venne inizialmente utilizzato sia come quarterback che come kicker, anche se occasionalmente venne schierato anche in difesa come linebacker. La sua permanenza a Chicago durò 10 stagioni, ed alla fine della stagione 1958, anche per il fatto che veniva utilizzato dall'allenatore quasi esclusivamente come kicker, decise di ritirarsi.
Dopo un anno di sosta però, nel 1960, firmò un nuovo contratto nella AFL con gli Houston Oilers; il suo ritorno venne deriso dalla stampa specializzata, che lo definiva uno "scarto" della NFL, ma le sue prestazioni portarono presto a modificare questo giudizio, e Blanda condusse nelle sue prime tre stagioni Houston a tre finali AFL consecutive, vincendo le prime due. Blanda disputò 7 stagioni con gli Houston Oilers.
Nel 1967 passò agli Oakland Raiders e nel suo primo anno vinse nuovamente il campionato AFL, perdendo però il successivo Super Bowl contro i Green Bay Packers. Dopo 9 stagioni nei Raiders, George Blanda si ritirò definitivamente alla fine della stagione 1975.
La carriera di Blanda fu oggetto anche di alcune citazioni ironiche, la più famosa delle quali è quella nella serie di telefilm Happy Days, ambientata negli anni cinquanta: in una delle puntate, i protagonisti guardano in televisione una partita dei Chicago Bears in cui Blanda e la squadra sono in grave difficoltà. Ralph dice che Blanda è finito e Richie che al massimo avrà pochi anni di carriera davanti; la citazione è ovviamente ironica in quanto negli anni settanta, quando la serie venne girata, Blanda giocava ancora.

## Palmarès

### Franchigia
- Campionati AFL : 3

Houston Oilers: 1960, 1961
Oakland Raiders: 1967

### Individuale
- MVP della AFL: 1

1961
- AFL All-Star: 4

1961, 1962, 1963, 1967
- All-Pro: 3

1961, 1962, 1963
- Atleta maschile dell'anno dell'Associated Press - 1973
- Walter Payton NFL Man of the Year Award - 1974
- Formazione ideale di tutti i tempi della AFL
- Pro Football Hall of Fame (classe del 1981)